# Diparopsis castanea
Diparopsis castanea là một loài bướm đêm trong họ Noctuidae.